# Dinastía sargónida
La dinastía sargónida la compusieron los soberanos que rigieron durante la última etapa del Imperio Neoasirio en calidad de reyes de Asiria durante poco más de un siglo, desde el advenimiento de Sargón II en el 722 a. C. hasta el desmoronamiento del poder de Asiria en el 609 a. C. Gobernaron el país tanto durante su apogeo como durante su caída; a tres de sus miembros (los que sucedieron a Sargón II en el trono: Senaquerib [705-681 a. C.], Asarhaddón [681-669 a. C.] y Asurbanipal [669-631 a. C.]) se los considera generalmente los monarcas más grandes de Asiria. La dinastía la formaron siete reyes asirios, dos vasallos de Babilonia y numerosos príncipes y princesas, pero en ocasiones el término «sargónida» se emplea únicamente para designar a Senaquerib, Asarhaddón y Ashurbanipal.
Aunque solamente unos cuantos reyes formaron la dinastía, durante sus reinados el imperio creció notablemente hasta abarcar todo el Antiguo Oriente Próximo, el Mediterráneo oriental, Anatolia, el Cáucaso y parte de la península árabiga y África septentrional, y subyugó a Estados rivales como Babilonia, Elam, Persia, Urartu, Lidia, Israel, Judá, Fenicia, Caldea, Canaán, el Imperio Kusita y Egipto y pueblos como los medos, los frigios, los cimerios o los árabes; en conjunto, los adversarios de Asiria fueron conquistados o sometidos a vasallaje.
Los sargónidas también gobernaron intermitentemente Babilonia tras la reconquista de la ciudad por Sargón II en el 710 a. C., aunque en otras ocasiones prefirieron entregar la administración de la región a reyes vasallos. Babilonia les resultó difícil de controlar, y tanto la ciudad como la región de la Mesopotamia meridional se rebelaron repetidamente contra ellos, pese a los intentos que hicieron por contentar a los babilonios. La última de estas rebeliones, la de Nabopolasar del 626 a. C., triunfó y le permitió a este fundar un nuevo Estado independiente, el Imperio neobabilónico, que en dos décadas acabó con el Imperio neoasirio y con la dinastía sargónida. Los babilonios se coligaron con los medos, que eran también émulos de los asirios, y aunque la guerra entre estos y la liga medo-babilónica al principio no tuvo un vencedor claro, la caída de Níneve y la muerte del rey Sin-shar-ishkun en el 612 a. C. supusieron una catástrofe para el Imperio asirio de la que no se recuperó. El sucesor de Sin-shar-ishkun, Ashur-uballit II reunió los restos del ejército en la ciudad de Harrán, que los enemigos acabaron por arrebatarle en el 610-609 a. C.; fue vencido al intentar recobrarla en el 609 a. C., y esta derrota marcó el fin tanto de la dinastía sargónida como de los dos miles de historia de Asiria como ente político independiente.

## Antecedentes

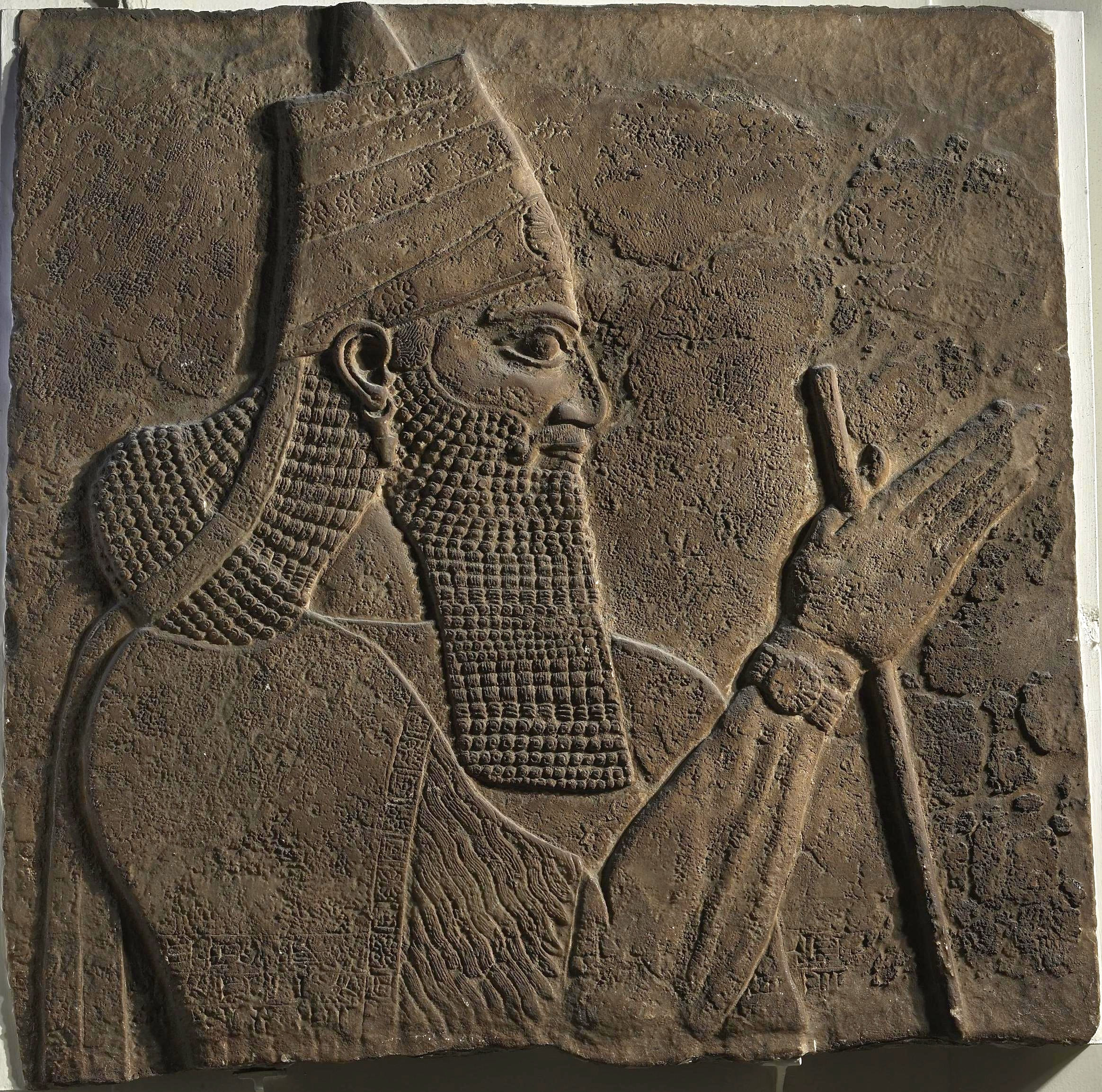
El rey Tiglatpileser III (745-727 a. C.), al que se cree padre de Sargón II, representado en un relieve.

Los reinados de Tiglatpileser III (745-727 a. C.) y Salmanasar V (727-722 a. C.) precedieron al establecimiento de la dinastía sargónida. Antes había reinado en Asiria la dinastía adasí, durante casi un milenio, desde el siglo XVIII a. C. Tiglatpileser afirmaba ser hijo del rey Adad-nirari III (811-783 a. C.) y por ello miembro del linaje adasí, pero se duda de que esto fuese cierto; se hizo con el trono asirio durante una guerra civil e hizo asesinar a toda la familia real, incluidos el rey y su posible sobrino Ashur-nirari V. La afirmación de Tiglatpileser de pertenecer al linaje de la anterior dinastía solamente aparece en las listas de reyes, pero no en las inscripciones del rey, que no mencionan su ascendencia, a diferencia de lo que era normal en las inscripciones de los soberanos asirios; las inscripciones sí hacen hincapié en que fue escogido para reinar por el mismísimo Ashur, dios de Asiria.
Asiria dejó de ser un reino fundamentalmente mesopotámico y se transformó en imperio multinacional y multicultural en tiempos de la dinastía sargónida, pero las bases de esta mudanza se establecieron en el reinado de Tiglatpileser mediante grandes reformas civiles y militares. Por añadidura, Tiglatpileser emprendió una serie de conquistas: subyugó los reinos de Babilonia y Urartu y se apoderó de la costa mediterránea levantina. Las reformas militares que puso en marcha, como la sustitución del reclutamiento general por unidades reclutadas por provincias, hicieron del ejército asirio uno de los mejores de la Historia hasta entonces.
La incapacidad del hijo y sucesor de Tiglatpileser, Salmanasar V, en asuntos militares y administrativos y quizá también los onerosos impuestos que impuso hicieron que el nuevo rey se granjease mala reputación. Apenas reinó cinco años; se cree que fue depuesto y asesinado en un golpe palaciego por el fundador de la dinastía sargónida, Sargón II. Nuevamente este aparece como hijo de Tiglatpileser III en las listas de reyes como forma de vincularse a los monarcas anteriores, pero tal afirmación está ausente en sus propias inscripciones que, como en el caso de Tiglatpileser, aseveran que el rey fue escogido y entronizado personalmente por Ashur. El advenimiento de Sargón II coincidió con el estallido de numerosas rebeliones y quizá adoptó el nombre de Sargón (Šarru-kin en acadio, que se puede traducir por «rey legítimo») para afianzar su autoridad. Alusiones tardías, de la década de 670 a. C., ya en tiempos del nieto de Sargón II Asarhaddón, a la posibilidad de que descendientes de la antigua familia real tratasen de hacerse con el trono indican que es posible que la nueva dinastía no tuviese verdaderamente lazos con la que la precedió.

## Reyes de la dinastía sargónida

### Sargón II (722-705 a.C.)

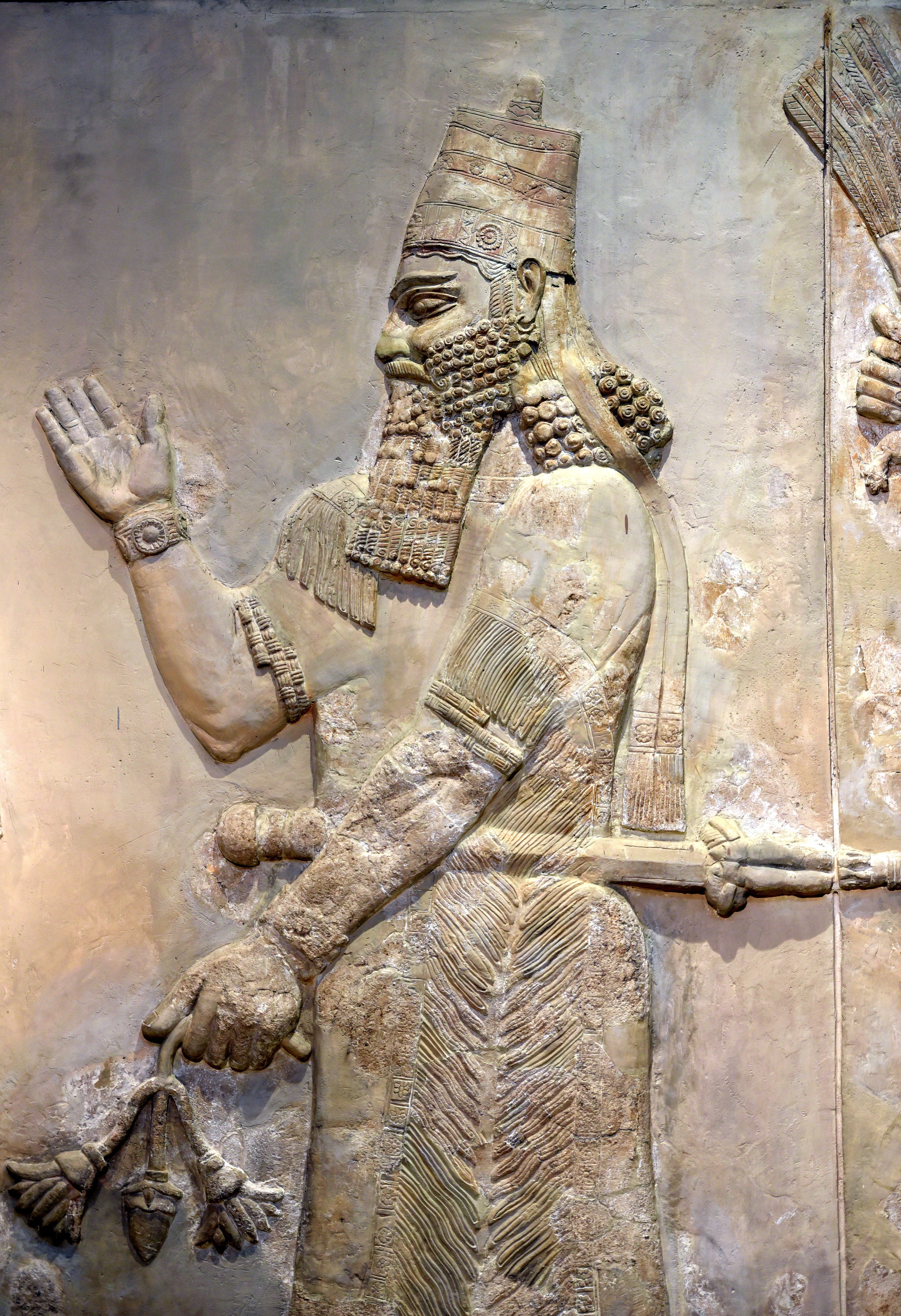
Bajorrelieve de alabastro del palacio real de Sargón II en Dur Sharrukin, en el que aparece el rey.

El Imperio neoasirio atravesó un período de inestabilidad tras el advenimiento de Sargón II. El nuevo rey hubo de afrontar numerosas revueltas y concluir las campañas militares que había emprendido su predecesor en el trono, Salmanasar V. Remató victoriosamente la campaña a la que Salmanasar había dedicado tres años contra el Reino de Israel conquistando Samaria, la capital, y deportando a treinta mil de sus habitantes a diversos puntos del imperio. Hubo revueltas en el centro del imperio (a las que hacen referencia indirecta las inscripciones del rey cuando hablan de los «asirios culpables»), pero las principales fueron las que se desataron en la periferia del imperio. Se sublevaron varios reinos anteriormente independientes en el Levante, como Damasco, Hama y Arpad, pero fueron aplastados en 720 a. C.; no sucedió lo mismo con la que encabezó el nuevo rey de Babilonia en el sur, Marduk-apal-iddina II: este venció al ejército de Sargón enviado contra él y restableció la independencia babilonia.
Sargón II acometió varias campañas de conquista tras haber aplastado las principales rebeliones y haberse afianzado en el trono. Emulando a su antiguo tocayo Sargón I de Acad (de quien el rey asirio probablemente tomó el nombre), pretendió conquistar todo el mundo conocido para esta civilización. Conquistó el reino de Carquemís en el 717 a. C., Estado militarmente débil pero opulento, y que por entonces se conocía como el sucesor del antiguo Imperio hitita; la conquista mejoró considerablemente la situación del erario asirio. Atacó Urartu, vecino del norte, en 714 a. C., evitando las fortificaciones enemigas de la frontera mediante una marcha por las montañas del moderno Kermanshah iraní. La estratagema agotó a la tropa que, sin embargo, siguió al rey y a la guardia cuando cargaron contra el ejército enemigo; la maniobra fue temeraria, pero acabó con la derrota de todo el ejército de Urartu. El cansancio del ejército hizo que Sargón II  no prosiguiese la conquista del reino vencido, aunque sí llegó a ocupar y saquear su principal ciudad santa, Musasir.
De 713 a. C. hasta el final de su reinado se construyó una ciudad nueva, Dur Sharrukin («la  fortaleza de Sargón»), a la que el rey pretendía trasladar la capital; las obras no llegaron a terminarse, pero Sargón se instaló en el nuevo palacio de la ciudad en el 706 a. C. Marchó a reconquistar Babilonia en el 710 a. C. En vez de atacar desde del norte, como había hecho en la anterior campaña que había fracasado hacía una década, Sargón siguió por la orilla oriental del Tigris y luego asaltó Babilonia desde el sureste. Marduk-apla-iddina huyó y fue derrotado luego, lo que permitió que Sargón fuese coronado rey de Babilonia. La última campaña del rey fue la que emprendió contra el Reino de Tabal en Anatolia, que se había independizado de Asiria algunos años antes. El rey dirigió el ejército en persona como era habitual en él y pereció en un combate; el enemigo se quedó con su cadáver, que los asirios no pudieron recuperar.

### Senaquerib (705-681 a.C.)

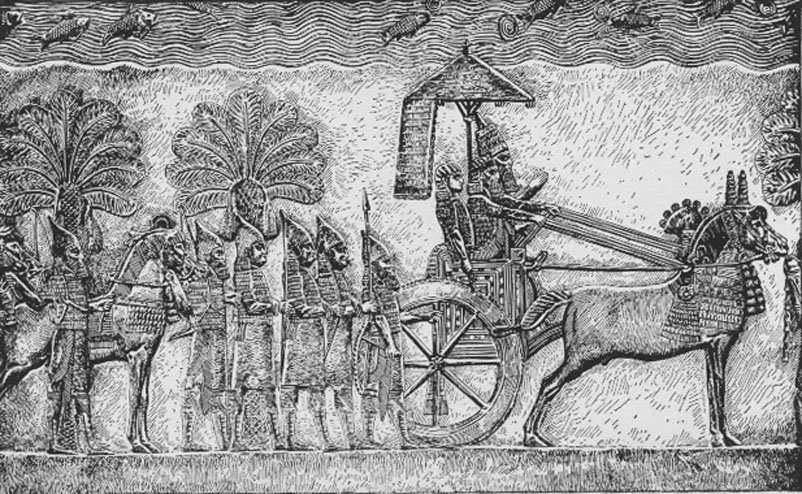
Senaquerib durante la guerra que libró contra Babilonia, representado en un relieve de su palacio de Nínive

Senaquerib ascendió al trono tras la muerte de su padre y, como la mayoría de los reyes asirios, pasó su reinado en una serie de campañas y dedicado a proyectos arquitectónicos. Se lo conoce principalmente por sus campañas contra Babilonia y Judá. Los jardines colgantes de Babilonia, una de las siete maravillas del mundo antiguo, puede que estuviesen en Nínive y fuesen parte del programa de embellecimiento de la nueva capital que abordó Senaquerib. Senaquerib trasladó la capital de Dur-Sharrukin a Níneve; abandonó la ciudad de Sargón, cuya muerte en combate se interpretó como un mal presagio.

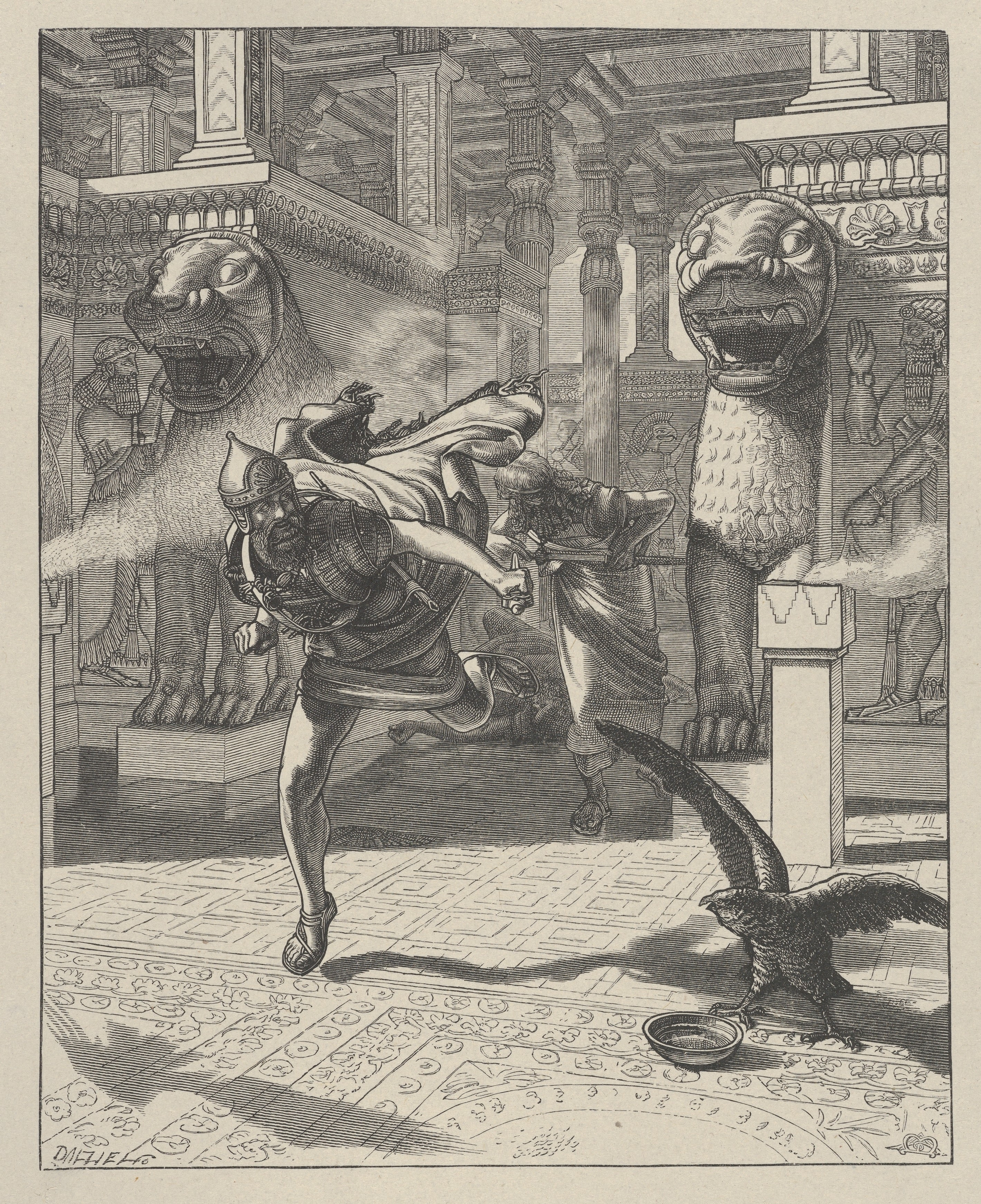
La huida de Adrammelech, ilustración de la Galería bíblica de Dalziel (1881), en la que aparece la fuga de los príncipes Arda-Mulissu y Nabu-shar-usur tras asesinar a su padre Senaquerib

Las campañas de Senaquerib empezaron en 703 a. C., con una ofensiva contra Marduk-apal-iddina II de Babilonia, el viejo enemigo de su padre, al que venció. Marduk-apal-iddina huyó y Babilonia cayó de nuevo en poder de los asirios; el palacio real babilónico fue saqueado, pero no se molestó a los ciudadanos. Senaquerib entregó el trono a un rey de títere, Bel-ibni, y no hubo nuevas campañas contra Babilonia en los dos años siguientes. La siguiente campaña fue la de 701 a. C. contra el rey Ezequías de Judá, al que Egipto y Marduk-apal-iddina habían animado a rebelarse contra la autoridad asiria. Varios de los pequeños estados de la zona que se habían sumado a la rebelión, como Sidón y Ascalón, fueron sometidos por la fuerza, lo que hizo que otras ciudades y estados como Biblos, Ashdod, Ammón, Moab y Edom decidiesen pagar tributo al rey asirio y no ofrecer resistencia. Ecrón solicitó el auxilio de Egipto, pero el ejército egipcio que acudió en su socorro fue derrotado. A continuación Senaquerib  asedió a Ezequías en su capital, Jerusalén, y dio las ciudades circundantes a los señores de Ecrón, Gaza y Asdod,  vasallos asirios. No ha quedado ninguna descripción de cómo concluyó el asedio, pero los anales registran la sumisión de Ezequías y la lista del botín enviado de Jerusalén a Nínive. Ezequías conservó el trono, pero en calidad de vasallo asirio.
Senaquerib entregó el trono de Babilonia en 699 a. C. a su primogénito y heredero, Asurnadinsumi. Marduk-apal-iddina seguía en rebelión, apoyado por Elam, por lo que en 694 a. C. Senaquerib llevó una flota de barcos fenicios por el Tigris para destruir la base elamita situada a orillas del golfo pérsico, pero mientras los elamitas apresaron a Asurnadinsumi y entregaron el trono babilonio a Nergal-ushezib, hijo de Marduk-apal-iddina. Nergal-ushezib a su vez fue capturado en 693 a. C. y llevado a Níneve, y Senaquerib atacó nuevamente Elam. El rey elamita huyó a las montañas y Senaquerib saqueó su reino, pero cuando se retiró los elamitas volvieron a Babilonia y entronizaron a otro rebelde, Mushezib-Marduk. Babilonia volvió a poder de los asirios en 689 a. C. tras un asedio largo, y Senaquerib resolvió el problema que le suponía la ciudad arrasándola, destruyendo incluso la colina sobre la que se erguía con el agua de los canales de la zona, que desvió para derrumbar el alcor.
Senaquerib supuso que Asurnadinsumi había muerto tras haberse apoderado de él los elamitas, así que nombró heredero a su hijo menor Asarhaddón, preteriendo a Arda-Mulissu, de mayor edad y que había ostentado el título durante varios años tras la desaparición del primogénito. Sin embargo, Arda-Mulissu seguía contando con simpatías, y fue granjeándose el apoyo de aristócratas y escribas de la corte. Esto preocupó al rey, que envió a Asarhaddón a las provincias occidentales del imperio para que estuviese seguro. Arda-Mulissu consideró que podía hacerse con el trono mediante un golpe de mano: se conjuró con otras personalidades, entre ellas otro de sus hermanos, Nabu-shar-usur, y se dispuso a asesinar a su padre. Este pereció asesinado por su hijo o aplastado durante unos rezos por una de las gigantescas estatuas de toros alados que guardaban el templo, si bien se cree más probable el apuñalamiento parricida. Arda-Mulissu utilizó la destrucción que había ordenado su padre de la ciudad de Babilonia para justificar el magnicidio.

### Asarhaddón (681-669 a.C.)

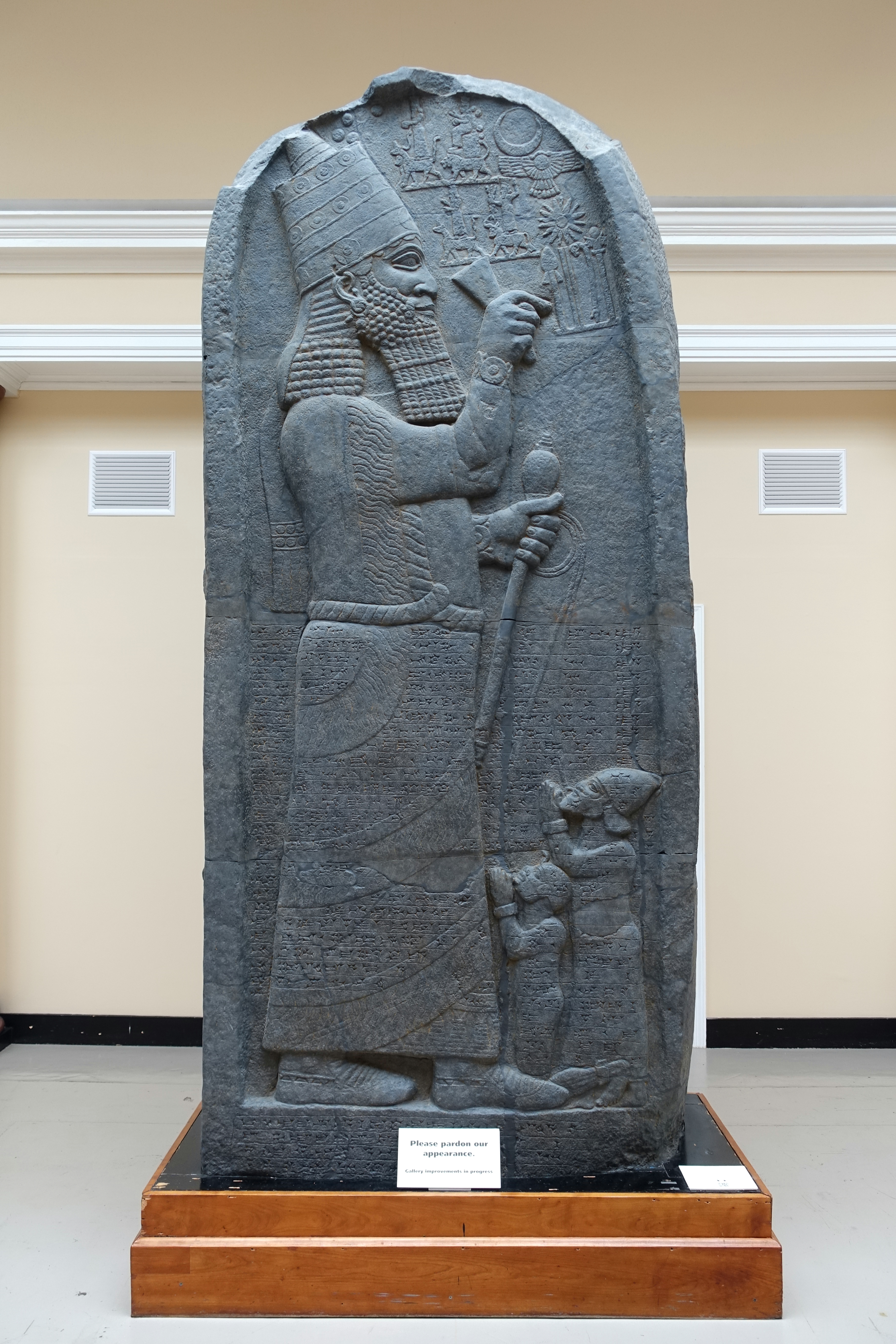
Copia de yeso de la estela de la victoria de Asarhaddón

La muerte de Senaquerib dio paso a una guerra civil entre Asarhaddón y sus dos hermanos Arda-Mulissu y Nabu-shar-usur que duró seis semanas. La traición de estos afectó hondamente a Asarhaddón, que se volvió paranoico y no volvió a confiar en sus parientes masculinos. Los hermanos parricidas lograron escapar, no así sus familias, socios y seguidores, que fueron apresados y ajusticiados, como lo fue también la guardia encargada de la seguridad del palacio real. Asarhaddón se apresuró a reconstruir Babilonia para que la destrucción de la ciudad no sirviese de motivo de oposición contra él como lo había sido del asesinato de su padre; para justificar la acción paterna, emitió una proclama oficial en la que declaró que la ciudad había sido devastada por deseo de los dioses, pues había perdido el respeto por las divinidades. La proclama no menciona al padre de Asarhaddón, pero afirma claramente que este sería el restaurador de la ciudad, escogido para tal labor por los dioses. Asarhaddón reconstruyó las puertas de ciudad, las murallas, canales, patios, santuarios y otros edificios y construcciones. Se puso gran esmero en reconstruir la Esagila (el gran templo de Babilonia), en cuyos cimientos se colocaron piedras preciosas, aceites olorosos y perfumes. Se emplearon metales preciosos para los recubrimientos de las puertas del templo y el pedestal de la estatua de Marduk (la principal imagen de culto del dios de Babilonia, Marduk) se fabricó de oro.

Mapa del Imperio Neoasirio en el 671 a. C., tras las conquistas de Asarhaddón.

Las campañas militares de este rey permitieron que el Imperio neoasirio alcanzase su extensión máxima. Asiria lindó entonces con Nubia por el suroeste y con los montes Zagros por el noroeste y abarcó el Levante, el sureste de Anatolia y toda Mesopotamia. La eficaz administración y las campañas militares aseguraron la estabilidad del imperio durante todo el reinado, en el que hubo avances en diversas disciplinas: arte, astronomía, arquitectura, matemáticas, medicina y literatura. La mayor conquista del rey fue la de Egipto, que acrecentó enormemente la extensión del imperio. Asarhaddón fracasó en el primer intento de conquista, en el 673 a. C., pero luego venció a los ejércitos del faraón Taharqo en 671 a. C., a cuya familia apresó junto con la mayor parte de la corte, que fueron despachados a Asiria en calidad de rehenes. El rey entregó los territorios conquistados a lo largo del Nilo a distintos gobernadores leales.
Trató de evitar que con su muerte la sucesión volviese a ser cruenta preparando el advenimiento de su sucesor. Designó heredero de Babilonia al mayor de los hijos que aún vivía, Shamash-shum-ukin, y a su favorito Asurbanipal le dejó el trono de asirio. No se sabe por qué organizó así la sucesión, pero pudo haber sido debido a que la madre de Shamash-shum-ukin fuese babilonia, lo que hubiese socavado la legitimidad del hijo para reinar en Asiria. La madre de Asarhaddón, Naqi'a, emitió un decreto en el que ordenaba a la corte y a las distintas provincias del imperio que aceptasen la decisión del nombramiento de Asurbanipal como heredero; el rey firmó tratados con algunas potencias rivales como los medos y los persas en virtud de los cuales estos aceptaban someterse al vasallaje de Asurbanipal en el futuro. Los preparativos de Asarhaddón dieron resultado y cuando falleció a finales del 669 a. C., tanto Asurbanipal como Shamash-shum-ukin recibieron sus herencias respectivas sin impedimento.

### Asurbanipal (669-631 a.C.)

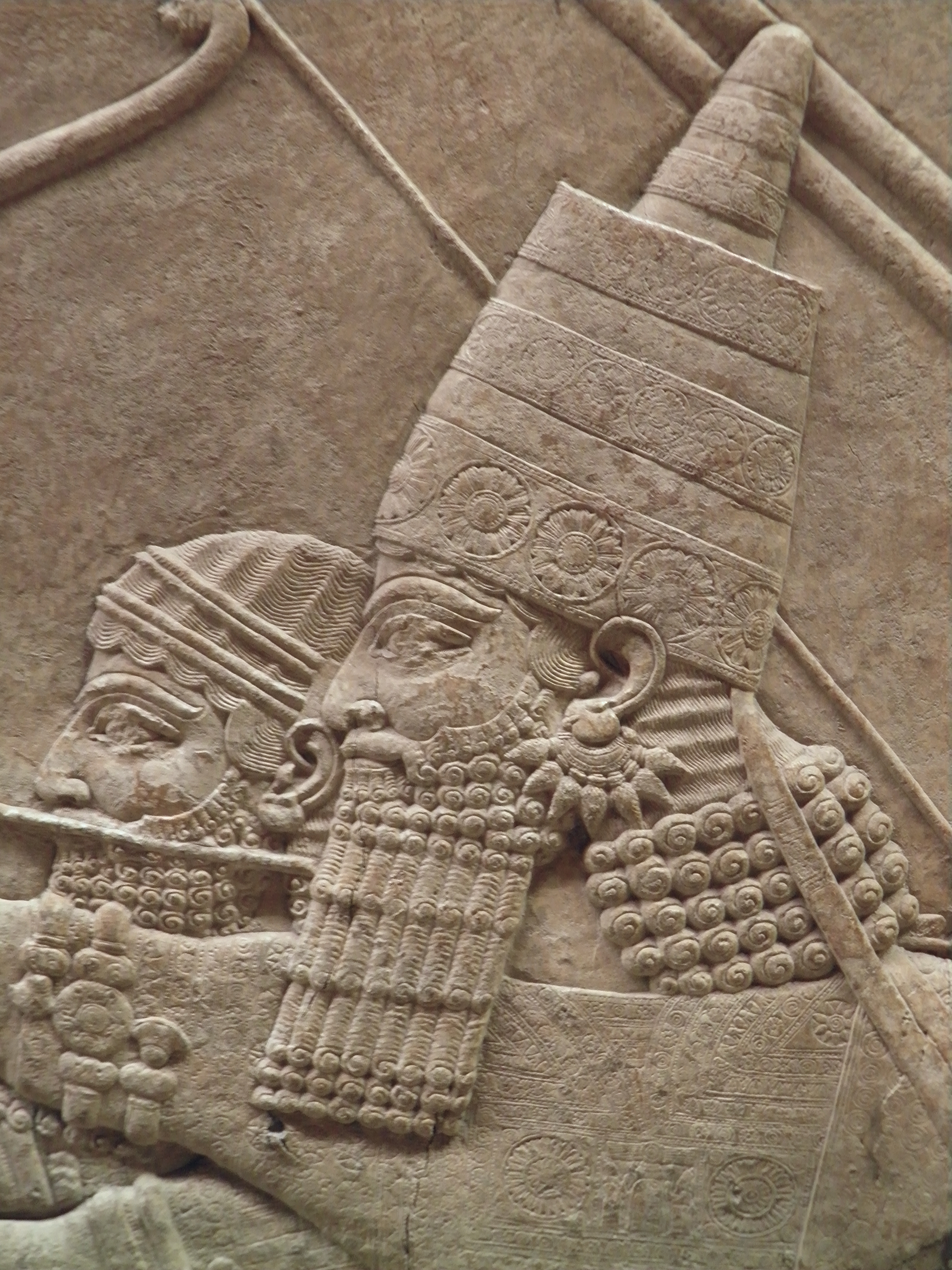
Asurbanipal, detalle del relieve denominado «La caza del león de Asurbanipal».

Asurbanipal hubo de lidiar con Egipto nada más ser entronizado y tras asistir a la ceremonia de entronización de su hermano como rey de Babilonia; el territorio se había rebelado contra los asirios poco antes de la muerte de Asarhaddón. La rebelión la encabezaba el mismo faraón Taharqo al que Asarhaddón había derrotado en 671 a. C. y solo pudo ser sofocada cuando Asurbanipal invadió Egipto hacia el 667 a. C.; el rey marchó hasta Tebas, saqueando varias ciudades de camino y finalmente aplastó la rebelión y entregó el trono gipcio a Necao I, antiguo rey de Sais, en calidad de vasallo. Asurbanipal hubo de volver a Egipto nuevamente en el 665 a. C., pues el sucesor de Taharqo, Tanutamani, lo invadió. El poder asirio en Egipto se fue debilitando paulatinamente durante el reinado de Asurbanipal y cuando este falleció la región recobró la independencia sin necesidad de rebelarse de nuevo, si bien siguió ligada a Asiria hasta el final del período imperial.
Asurbanipal abandonó las campañas egipcias para embarcarse en otras durante los años que siguieron al 665 a. C. Las más famosas de las muchas que llevó a cabo fueron las dos guerras que disputó con Elam, que llevaba tiempo siendo un incómodo enemigo de Asiria. El rey había vencido a los elamitas en el 653 a. C., pero estos volvieron a rebelarse en el 647 a. C.. La revuelta suscitó un severo castigo de Asurbanipal, que invadió brutalmente el país en 647-646 a. C.; saqueó y arrasó muchas de las ciudades elamitas entre ellas la capital, Susa. El castigo fue concienzudo: los asirios destruyeron incluso las estatuas de los dioses del enemigo, profanaron las tumbas reales y esparcieron sal para dejar las tierras de cultivo yermas. Las inscripciones de Asurbanipal indican que pretendió acabar por completo con la cultura elamita.
La hostilidad fue creciendo con el tiempo entre Asurbanipal y su hermano Shamash-shum-ukin, sobre todo probablemente porque aquel supervisaba estrechamente los actos de su hermano, aunque posiblemente Asarhaddón había pretendido que los dos reinasen en igualdad. Shamash-shum-ukin acabó declarando la guerra a su hermano en el 652 a. C., con el apoyo de gran parte de la Mesopotamia meridional. Al principio la suerte favoreció a Shamash-shum-ukin, que tuvo muchos aliados, pero en el 650 a. C. su derrota era inminente y para entonces Asurbanipal asediaba Babilonia y muchas otras importantes ciudades del sur. Babilonia cayó finalmente en 648 a. C.; la tradición afirma que Shamash-shum-ukin se suicidó prendiéndose fuego en el palacio, pero los textos de la época solo afirman que tuvo una muerte cruel y que los dioses lo entregaron al fuego y le arrebataron la vida. En realidad se desconoce cómo murió y si fue por suicidio, muerto por el enemigo o por accidente.
La falta de fuentes sobre el final del reinado de Asurbanipal y el principio del de su hijo y sucesor Assur-etil-ilani hace que se sepa muy poco de esta época; se cree que Asurbanipal murió de muerte natural en 631 a. C. Pese a sus numerosas victorias militares, se lo recuerda principalmente por su biblioteca, la primera ordenada sistemáticamente que se conoce en la historia de la humanidad. La biblioteca la formaban más de treinta mil tablillas arcilla que contenían historias, poemas, textos científicos y otros escritos y el propio rey la consideraba su mayor logro. La biblioteca quedó enterrada bajo las ruinas de Nínive cuando Asiria cayó dos décadas después de la muerte de Asurbanipal y muchas de sus tablillas se conservaron indemnes, lo que ha permitido conocer luego muchos textos de la antigua Mesopotamia.

### Últimos reyes de Asiria (631-609 a.C.)

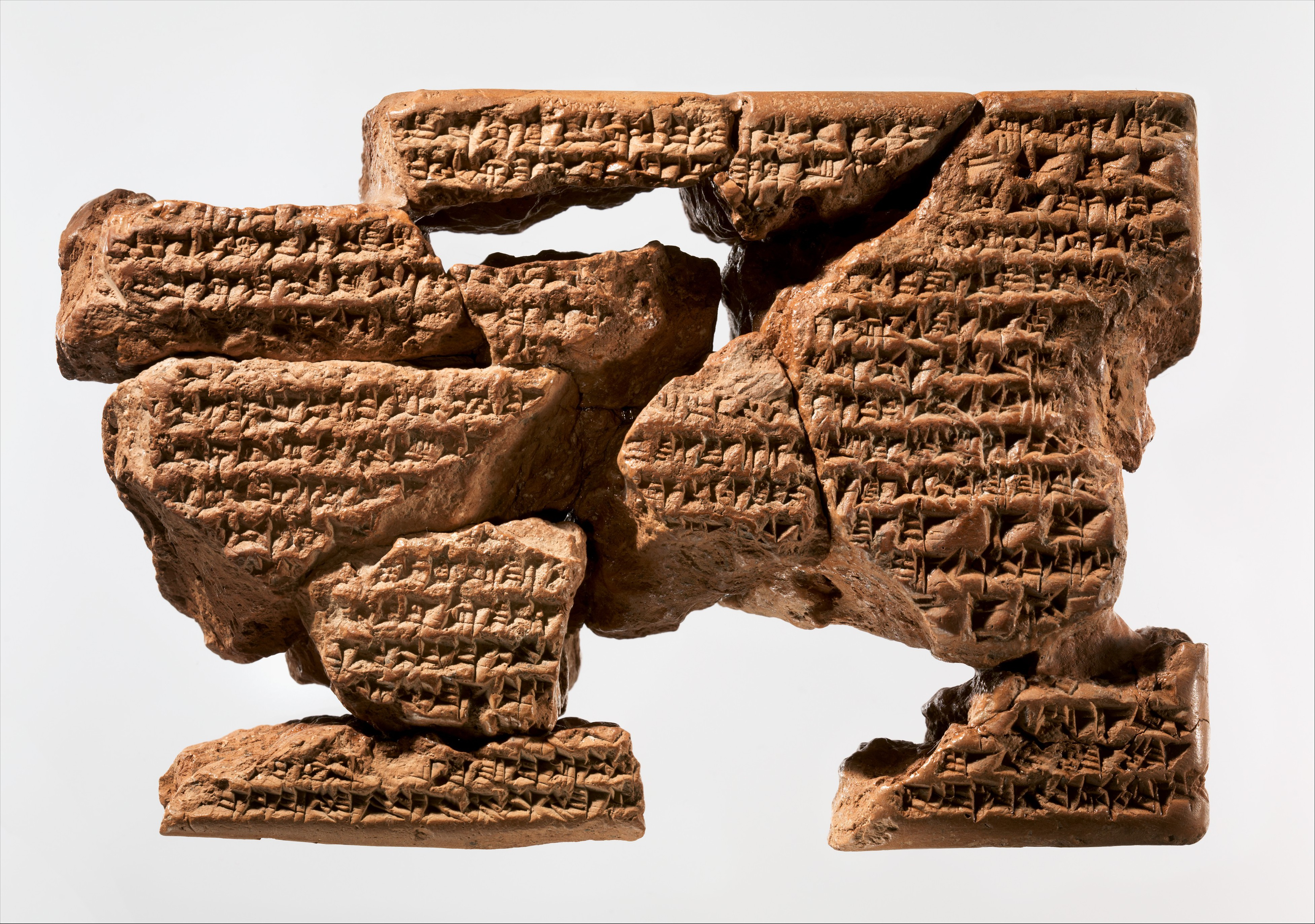
Carta de Sin-shar-ishkun a Nabopolasar de Babilonia, en la que lo reconoce como rey de Babilonia y le ruega que le permita conservar su reino.

La sucesión de Assur-etil-ilani, de corto reinado (631-627 a. C.), fue disputada, como la mayoría de las de la historia asiria. Hubo ciertos desórdenes en la capital, pero el rab ša rēši (eunuco principal) Sin-shumu-lisir desbarató la conspiración contra el rey.[31] Quedan pocas fuentes sobre este reinado, pero se sabe que Kandalanu siguió siendo el rey de vasallo de Babilonia y parece que Assur-etil-ilani ejerció tanta autoridad sobre él como la que había tenido su padre. s Puede que se le considerase un soberano débil; los palacios que edificó fueron en general pequeños comparados con otros asirios y no se sabe que emprendiese ninguna campaña militar ni que participase en partidas de caza, actividades comunes a los reyes asirios que realzaban su posición de reyes guerreros.
Su hermano Sin-shar-ishkun alcanzó el trono en el 627 a. C. Tradicionalmente se ha creído que depuso a su hermano, pero no hay pruebas de que la sucesión fuese violenta o de que Assur-etil-ilani no falleciese de muerte natural. El cambio de rey pudo poner en peligro la posición del general Sin-shumu-lishir en la corte, que se rebeló y se adueñó del norte de Babilonia durante tres meses, pero fue finalmente vencido. La inestabilidad originada por esta breve guerra civil fue quizá lo que permitió que otro general, Nabopolasar, se rebelase en el 626 a. C..
Sin-shar-ishkun no pudo sofocar el alzamiento de Nabopolasar, que permitió el surgimiento del Imperio neobabilónico. Este se coligó con los medos, situados al este: la alianza medo-babilonia tuvo efectos catastróficos para el Imperio asirio. Los medos saquearon y arrasaron la ciudad de Assur en el 614 a. C., una de las antiguas capitales asirias y todavía centro religioso del imperio, y junto con sus aliados babilonios cercaron Nínive entre junio y agosto del 612 a. C. Los sitiadores abrieron brecha en las murallas en agosto, lo que les permitió someter la capital enemiga a un saqueo largo y brutal durante el que se cree que pereció Sin-shar-ishkun. Su sucesor, probablemente hijo suyo, Ashur-uballit II, reunió los restos del ejército en Harrán, donde fue derrotado por los medos y babilonios en el 609 a. C., acontecimiento que marcó el fin de la monarquía asiria. Ashur-uballit probablemente falleció entre el 608 y el 606 a. C.
Los reyes sargónidas reinaron pues tanto durante el apogeo del imperio como en el momento de su desaparición. Se suele considerar a los tres reyes que siguieron a Sargón II, Senaquerib, Asarhaddón y Ashurbanipal, los más grandes de la historia asiria y a veces el término de sargónidas se reserva a estos tres monarcas.

## Política

### Iconografía real

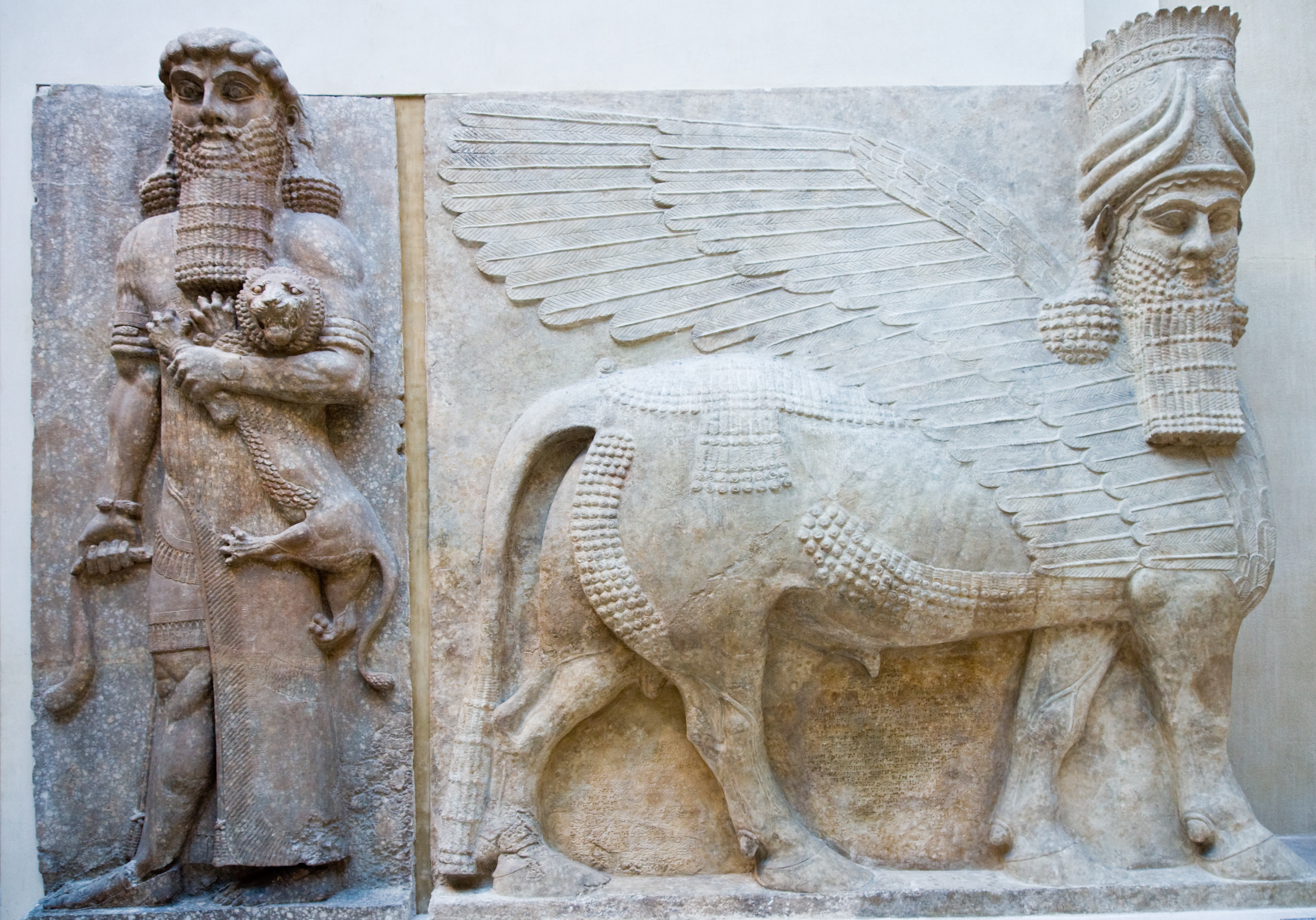
Porción del monumental emblema real sargónida de Dur Sharrukin, que consta de un héroe que agarra a un león flanqueado por dos toros alados con cabeza humana (de los que solo uno se muestra en la fotografía).

La iconografía real siguió fundamentalmente los patrones establecidos en los siglos anteriores del reino asirio, que en conjunto duró dos mil años. En muchos de los relieves de Ashurbanipal aparece un símbolo repetido: un árbol estilizado  (llamado a menudo «árbol de vida» o «árbol sagrado») debajo de un disco solar, y junto al que aparece una figura real. Se desconoce el significado exacto del árbol, pero probablemente tiene relación con lo divino y era un símbolo asociado con la monarquía desde tiempos de Asurbanipal, dos siglos atrás, cuando se añadió a la ornamentación del palacio real de Kalhu. Su presencia en las ropas de Asurbanipal simboliza el contacto de los dioses con el rey, centro del reino de asirio.
Durante el período sargónida apareció el emblema real asirio definitivo, que se representó en los muros exteriores de la sala del trono de los palacios de los tres primeros reyes de la dinastía. Constaba de un héroe que agarra a un león y al que flanquean dos toros alados de cabeza humana (lamassu) que miran al espectador. No aparece en las construcciones de Asurbanipal, pero sí los toros alados y los leones en compañía del rey, en actitud heroica.

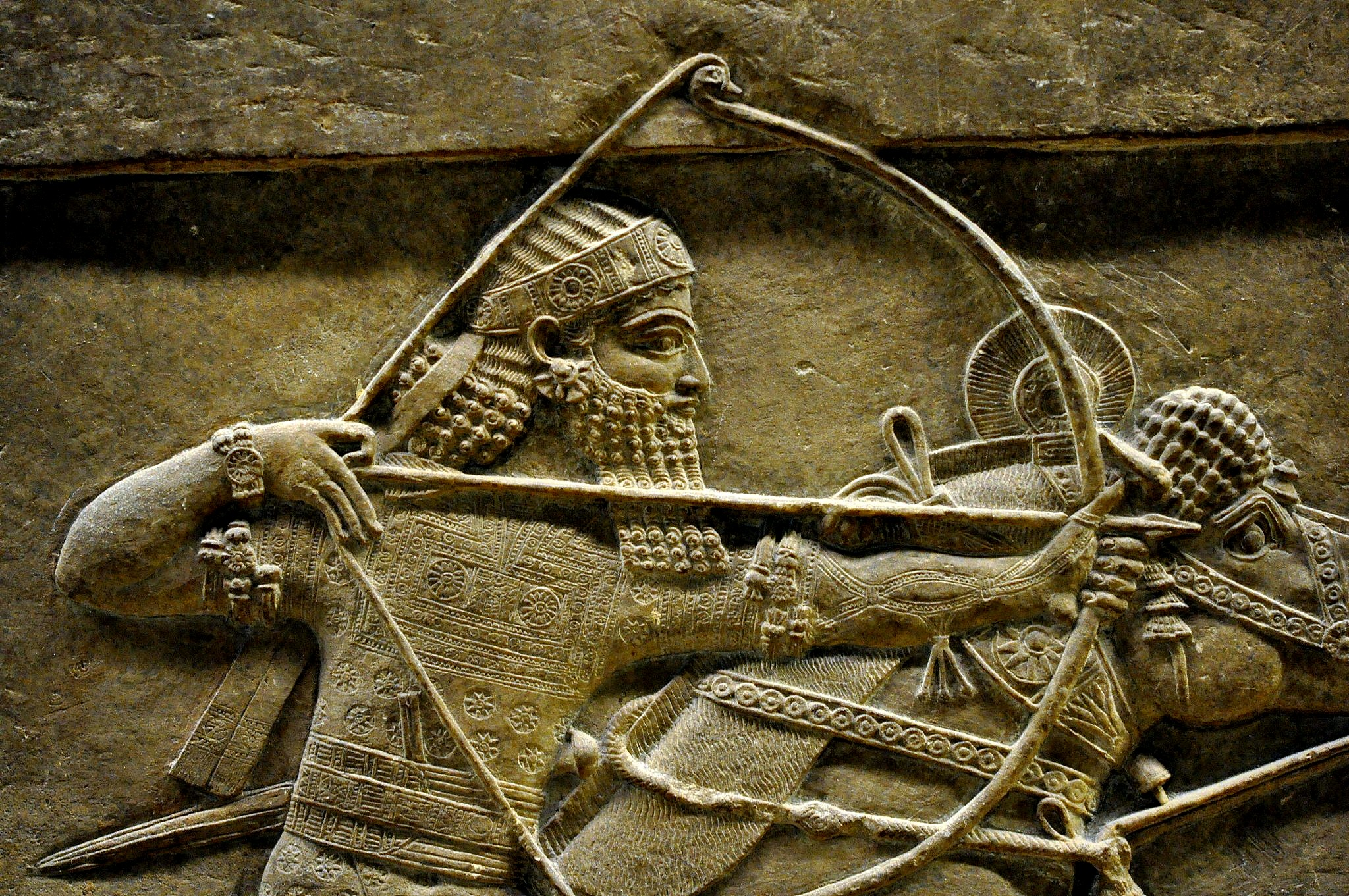
Asurbanipal representado en la «caza del león». Aparece a caballo con el nuevo tipo de tocado, una especie de corona simplificada respecto de la tradicional asiria.

Un elemento nuevo de tiempos de Ashurbanipal fue la aparición de la corona abierta. Ashurbanipal aparece a menudo con la corona alta y troncocónica tradicional, sobre todo cuando se lo representa subido en carros, pero porta la nueva corona en imágenes que plasman momentos menos ceremoniales, como la caza de leones o instantes de relajación del rey. El nuevo tocado, formado por una cinta ancha que sujeta un paño largo que cuelga a lo largo del cuello, puede que fuese una prenda más práctica que la corona tradicional que se usase en momentos alejados del ceremonial oficial.

### Mujeres de la familia real

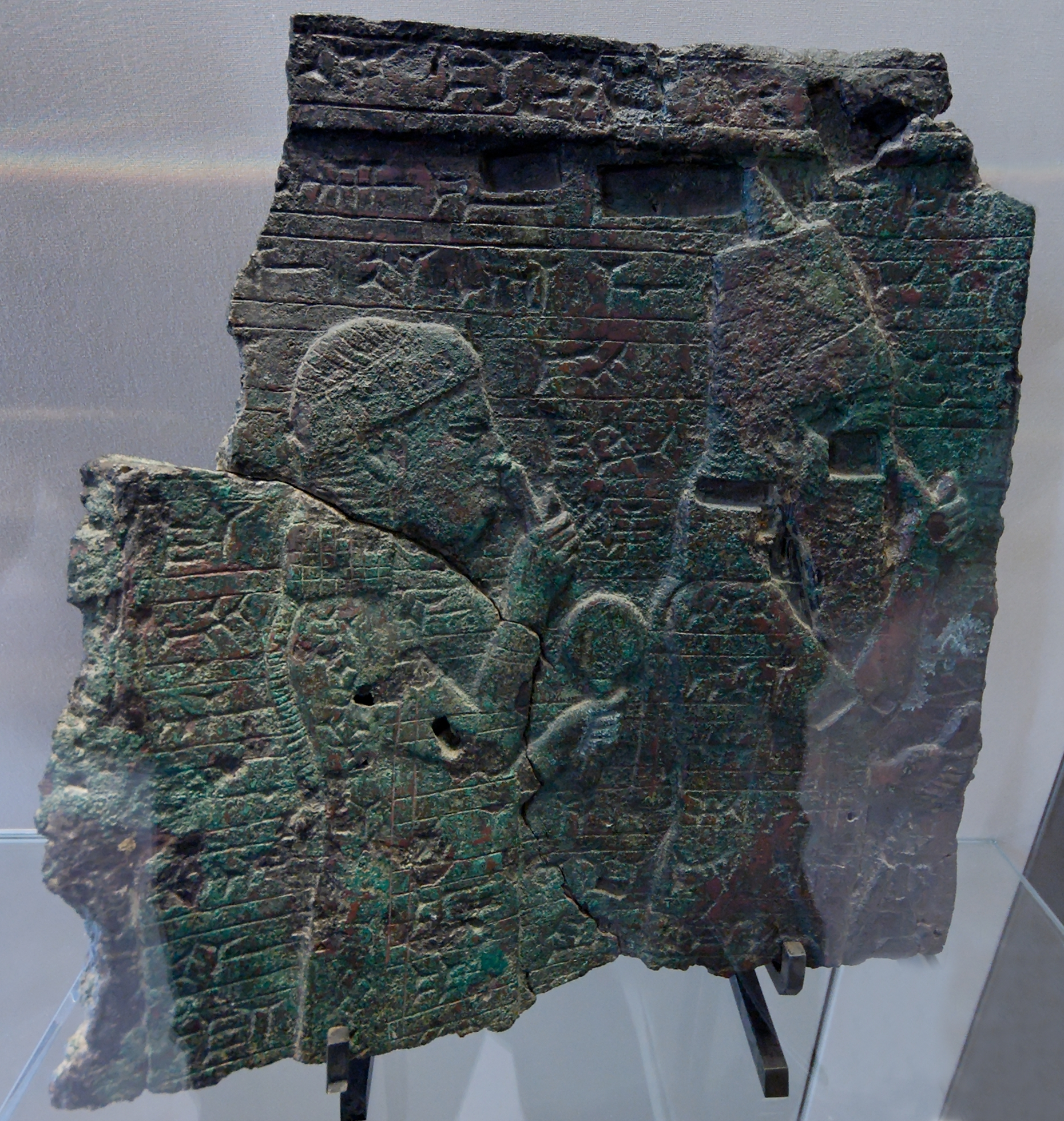
Relieve en el que aparece el rey Asarhaddón (derecha) y su madre Naqi'a (izquierda)

La palabra con la que se designaba a la reina en el Imperio neoasirio era issi ekalli (o en su forma abreviada, sēgallu), que significa literalmente «mujer del palacio». La forma femenina del título de rey (šar o šarru) era šarratu, pero no se usaba para la esposa del rey, sino únicamente para las diosas y para las monarcas extranjeras. Esto no significa que la reina asiria tuviese una posición inferior a las de los otros reinos. Los reyes asirios tenían varias esposas, pero las inscripciones que se han conservado hacen pensar que solamente una de ellas ostentaba el título de reina, ya que documentos de la época no distinguen entre varias, sino que hablan simplemente de «la reina».
Los reyes a menudo mostraban públicamente su aprecio por las reinas. Por ejemplo, Senaquerib menciona en una de sus inscripciones la construcción de una cámara para su esposa y reina Tashmetu-sharrat en el nuevo palacio de Níneve:

Y para la reina Tashmetu-sharrat, mi querida esposa, cuyas facciones Belet-ili ha hecho más bellas que las de las demás mujeres, hice construir un palacio de amor, alegría y placer.[…] Por orden de Asur, padre de los dioses, y de la reina celestial Ishtar, ¡que vivamos ambos una vida larga y sana en este palacio y disfrutemos al máximo del bienestar!

 
La segunda esposa de Senaquerib y madre de Asarhaddón, Naqi'a, conservó su influyente posición durante el reinado de este e incluso en el de su nieto Asurbanipal. Aparece mencionada durante el reinado del nieto en 663 a. C. con el título de «madre del rey», aunque no lo era del soberano de entonces, sino su abuela. Es probable que tuviese varias residencias en las principales ciudades asirias y por su posición de reina madre era posiblemente muy rica, quizá más que las reinas de Asarhaddón y Asurbanipal. Su influencia creció tras la coronación de Asarhaddón y se sabe que mandó construir para él un palacio en Nínive.
La reina no era necesariamente la madre del siguiente rey. La reina de Sargón II, Ataliya, no fue la madre de su sucesor Senaquerib y la primera esposa de este (no se sabe si Naqia ostentó el título de reina), Tashmetu-sharrat, no fue la madre de su sucesor Asarhaddón. Aunque el poder de todas las mujeres de la familia real emanaba del rey al igual que el de los hombres, no fueron meros peones de este carentes de influencia política. Determinaban en parte sus asuntos financieros propios y tenían muchos deberes, a menudo en puestos muy destacados del gobierno, además de engendrar al heredero. Se cree que el reinado de Asarhaddón fue un momento de especial influencia política de las mujeres de la familia real, posiblemente debido a desconfianza del rey hacia sus parientes varones después de que sus hermanos matasen a su padre y tratasen de disputarle el trono en una guerra civil.

### El problema babilonio
Babilonia llevaba poco tiempo incorporada al Imperio asirio cuando se fundó la dinastía sarǵonida. Había sido vasalla asiria intermitentemente durante cortos períodos durante varios siglos, pero había tenido sus propios reyes hasta que la conquistó Tiglatpileser III hacía menos de un siglo. Sin embargo, la anexión de Babilonia originó lo que los historiadores bautizaron como el «problema babilonio»: las frecuentes revueltas de la ciudad meridional para sacudirse la autoridad asiria y recobrar la independencia. El levantamiento de Nabopolasar en el 626 a. C., que acabó finalmente con el Imperio asirio, fue únicamente la última de una larga serie de rebeliones babilonias.
Los sargónidas intentaron resolver el problema que les suponía Babilonia de diversas maneras. Senaquerib, frustrado por las constantes rebeliones, destruyó la ciudad en 689 a. C. y se llevó la estatua de Marduk, de gran importancia religiosa, a Asiria. La ciudad fue reconstruida luego por Asarhaddón en la década de 670 a. C., probablemente como gesto para demostrar lo benigno del gobierno asirio para la región y su intención de administrar la urbe con el mismo celo y munificencia que los reyes nativos.

## Árbol genealógico de la dinastía
Basado fundamentalmente en Radner (2013) salvo donde se indica lo contrario. Los nombres de los reyes aparecen en negrita y los de mujeres, en cursiva.
|  |  |                |                |                |                |                                               |                                               |                                               |                                               |                                               |                                               |                                               |                                               |                                               |                                               |                      |                      |                      |                      |                                  |                                  |                                  |                                  |                                  |                                  |                                             |                                             |                                             |                                             |                                             |                                             |                                  |                                  |                                    |                                    |                                    |                                    |                                    |                                    |                                  |                                  |                                  |                                  |             |             |                           |                           |                           |                           |                            |                            |                            |                            |                            |                            |                    |                    |                    |                    |                   |                   |                                    |                                    |                                    |                                    |                                    |                                    |                |                |                        |                        |                        |                        |                        |                        |          |          |              |              |              |              |              |              |  |  |                              |                              |                              |                              |                              |                              |  |  |
|  |  |                |                |                |                |                                               |                                               |                                               |                                               |                                               |                                               |                                               |                                               |                                               |                                               |                      |                      |                      |                      |                                  |                                  |                                  |                                  |                                  |                                  |                                             |                                             |                                             |                                             |                                             |                                             |                                  |                                  |                                    |                                    |                                    |                                    |                                    |                                    |                                  |                                  |                                  |                                  |             |             |                           |                           |                           |                           |                            |                            |                            |                            |                            |                            |                    |                    |                    |                    |                   |                   |                                    |                                    |                                    |                                    |                                    |                                    |                |                |                        |                        |                        |                        |                        |                        |          |          |              |              |              |              |              |              |  |  |                              |                              |                              |                              |                              |                              |  |  |
|  |  |                |                |                |                |                                               |                                               |                                               |                                               |                                               |                                               |                                               |                                               |                                               |                                               |                      |                      |                      |                      |                                  |                                  |                                  |                                  |                                  |                                  |                                             |                                             |                                             |                                             |                                             |                                             |                                  |                                  | Ra'īmâ y Ataliya (y otras mujeres) | Ra'īmâ y Ataliya (y otras mujeres) | Ra'īmâ y Ataliya (y otras mujeres) | Ra'īmâ y Ataliya (y otras mujeres) | Ra'īmâ y Ataliya (y otras mujeres) | Ra'īmâ y Ataliya (y otras mujeres) |                                  |                                  |                                  |                                  |             |             | Sargón II (722-705 a. C.) | Sargón II (722-705 a. C.) | Sargón II (722-705 a. C.) | Sargón II (722-705 a. C.) | Sargón II (722-705 a. C.)  | Sargón II (722-705 a. C.)  |                            |                            | Sin-ahu-usur               | Sin-ahu-usur               | Sin-ahu-usur       | Sin-ahu-usur       | Sin-ahu-usur       | Sin-ahu-usur       |                   |                   |                                    |                                    |                                    |                                    |                                    |                                    |                |                |                        |                        |                        |                        |                        |                        |          |          |              |              |              |              |              |              |  |  |                              |                              |                              |                              |                              |                              |  |  |
|  |  |                |                |                |                |                                               |                                               |                                               |                                               |                                               |                                               |                                               |                                               |                                               |                                               |                      |                      |                      |                      |                                  |                                  |                                  |                                  |                                  |                                  |                                             |                                             |                                             |                                             |                                             |                                             |                                  |                                  | Ra'īmâ y Ataliya (y otras mujeres) | Ra'īmâ y Ataliya (y otras mujeres) | Ra'īmâ y Ataliya (y otras mujeres) | Ra'īmâ y Ataliya (y otras mujeres) | Ra'īmâ y Ataliya (y otras mujeres) | Ra'īmâ y Ataliya (y otras mujeres) |                                  |                                  |                                  |                                  |             |             | Sargón II (722-705 a. C.) | Sargón II (722-705 a. C.) | Sargón II (722-705 a. C.) | Sargón II (722-705 a. C.) | Sargón II (722-705 a. C.)  | Sargón II (722-705 a. C.)  |                            |                            | Sin-ahu-usur               | Sin-ahu-usur               | Sin-ahu-usur       | Sin-ahu-usur       | Sin-ahu-usur       | Sin-ahu-usur       |                   |                   |                                    |                                    |                                    |                                    |                                    |                                    |                |                |                        |                        |                        |                        |                        |                        |          |          |              |              |              |              |              |              |  |  |                              |                              |                              |                              |                              |                              |  |  |
|  |  |                |                |                |                |                                               |                                               |                                               |                                               |                                               |                                               |                                               |                                               |                                               |                                               |                      |                      |                      |                      |                                  |                                  |                                  |                                  |                                  |                                  |                                             |                                             |                                             |                                             |                                             |                                             |                                  |                                  |                                    |                                    |                                    |                                    |                                    |                                    |                                  |                                  |                                  |                                  |             |             |                           |                           |                           |                           |                            |                            |                            |                            |                            |                            |                    |                    |                    |                    |                   |                   |                                    |                                    |                                    |                                    |                                    |                                    |                |                |                        |                        |                        |                        |                        |                        |          |          |              |              |              |              |              |              |  |  |                              |                              |                              |                              |                              |                              |  |  |
|  |  |                |                |                |                |                                               |                                               |                                               |                                               |                                               |                                               |                                               |                                               |                                               |                                               |                      |                      |                      |                      |                                  |                                  |                                  |                                  |                                  |                                  |                                             |                                             |                                             |                                             |                                             |                                             |                                  |                                  |                                    |                                    |                                    |                                    |                                    |                                    |                                  |                                  |                                  |                                  |             |             |                           |                           |                           |                           |                            |                            |                            |                            |                            |                            |                    |                    |                    |                    |                   |                   |                                    |                                    |                                    |                                    |                                    |                                    |                |                |                        |                        |                        |                        |                        |                        |          |          |              |              |              |              |              |              |  |  |                              |                              |                              |                              |                              |                              |  |  |
|  |  |                |                |                |                |                                               |                                               |                                               |                                               | Hijo                                          | Hijo                                          | Hijo                                          | Hijo                                          | Hijo                                          | Hijo                                          |                      |                      | Hijo                 | Hijo                 | Hijo                             | Hijo                             | Hijo                             | Hijo                             |                                  |                                  | Tashmetu-sharrat y Naqi'a (y otras mujeres) | Tashmetu-sharrat y Naqi'a (y otras mujeres) | Tashmetu-sharrat y Naqi'a (y otras mujeres) | Tashmetu-sharrat y Naqi'a (y otras mujeres) | Tashmetu-sharrat y Naqi'a (y otras mujeres) | Tashmetu-sharrat y Naqi'a (y otras mujeres) |                                  |                                  |                                    |                                    |                                    |                                    | Senaquerib (705-681 a. C.)         | Senaquerib (705-681 a. C.)         | Senaquerib (705-681 a. C.)       | Senaquerib (705-681 a. C.)       | Senaquerib (705-681 a. C.)       | Senaquerib (705-681 a. C.)       |             |             | Hijo                      | Hijo                      | Hijo                      | Hijo                      | Hijo                       | Hijo                       |                            |                            | Hijo                       | Hijo                       | Hijo               | Hijo               | Hijo               | Hijo               |                   |                   | Ahat-abisha                        | Ahat-abisha                        | Ahat-abisha                        | Ahat-abisha                        | Ahat-abisha                        | Ahat-abisha                        |                |                | Ambaris (Rey de Tabal) | Ambaris (Rey de Tabal) | Ambaris (Rey de Tabal) | Ambaris (Rey de Tabal) | Ambaris (Rey de Tabal) | Ambaris (Rey de Tabal) |          |          |              |              |              |              |              |              |  |  |                              |                              |                              |                              |                              |                              |  |  |
|  |  |                |                |                |                |                                               |                                               |                                               |                                               | Hijo                                          | Hijo                                          | Hijo                                          | Hijo                                          | Hijo                                          | Hijo                                          |                      |                      | Hijo                 | Hijo                 | Hijo                             | Hijo                             | Hijo                             | Hijo                             |                                  |                                  | Tashmetu-sharrat y Naqi'a (y otras mujeres) | Tashmetu-sharrat y Naqi'a (y otras mujeres) | Tashmetu-sharrat y Naqi'a (y otras mujeres) | Tashmetu-sharrat y Naqi'a (y otras mujeres) | Tashmetu-sharrat y Naqi'a (y otras mujeres) | Tashmetu-sharrat y Naqi'a (y otras mujeres) |                                  |                                  |                                    |                                    |                                    |                                    | Senaquerib (705-681 a. C.)         | Senaquerib (705-681 a. C.)         | Senaquerib (705-681 a. C.)       | Senaquerib (705-681 a. C.)       | Senaquerib (705-681 a. C.)       | Senaquerib (705-681 a. C.)       |             |             | Hijo                      | Hijo                      | Hijo                      | Hijo                      | Hijo                       | Hijo                       |                            |                            | Hijo                       | Hijo                       | Hijo               | Hijo               | Hijo               | Hijo               |                   |                   | Ahat-abisha                        | Ahat-abisha                        | Ahat-abisha                        | Ahat-abisha                        | Ahat-abisha                        | Ahat-abisha                        |                |                | Ambaris (Rey de Tabal) | Ambaris (Rey de Tabal) | Ambaris (Rey de Tabal) | Ambaris (Rey de Tabal) | Ambaris (Rey de Tabal) | Ambaris (Rey de Tabal) |          |          |              |              |              |              |              |              |  |  |                              |                              |                              |                              |                              |                              |  |  |
|  |  |                |                |                |                |                                               |                                               |                                               |                                               |                                               |                                               |                                               |                                               |                                               |                                               |                      |                      |                      |                      |                                  |                                  |                                  |                                  |                                  |                                  |                                             |                                             |                                             |                                             |                                             |                                             |                                  |                                  |                                    |                                    |                                    |                                    |                                    |                                    |                                  |                                  |                                  |                                  |             |             |                           |                           |                           |                           |                            |                            |                            |                            |                            |                            |                    |                    |                    |                    |                   |                   |                                    |                                    |                                    |                                    |                                    |                                    |                |                |                        |                        |                        |                        |                        |                        |          |          |              |              |              |              |              |              |  |  |                              |                              |                              |                              |                              |                              |  |  |
|  |  |                |                |                |                |                                               |                                               |                                               |                                               |                                               |                                               |                                               |                                               |                                               |                                               |                      |                      |                      |                      |                                  |                                  |                                  |                                  |                                  |                                  |                                             |                                             |                                             |                                             |                                             |                                             |                                  |                                  |                                    |                                    |                                    |                                    |                                    |                                    |                                  |                                  |                                  |                                  |             |             |                           |                           |                           |                           |                            |                            |                            |                            |                            |                            |                    |                    |                    |                    |                   |                   |                                    |                                    |                                    |                                    |                                    |                                    |                |                |                        |                        |                        |                        |                        |                        |          |          |              |              |              |              |              |              |  |  |                              |                              |                              |                              |                              |                              |  |  |
|  |  |                |                |                |                | Assur nadin-shumi (700-694 a. C.) (Babilonia) | Assur nadin-shumi (700-694 a. C.) (Babilonia) | Assur nadin-shumi (700-694 a. C.) (Babilonia) | Assur nadin-shumi (700-694 a. C.) (Babilonia) | Assur nadin-shumi (700-694 a. C.) (Babilonia) | Assur nadin-shumi (700-694 a. C.) (Babilonia) |                                               |                                               | Ashur-ili-muballissu                          | Ashur-ili-muballissu                          | Ashur-ili-muballissu | Ashur-ili-muballissu | Ashur-ili-muballissu | Ashur-ili-muballissu |                                  |                                  | Arda-Mulissu                     | Arda-Mulissu                     | Arda-Mulissu                     | Arda-Mulissu                     | Arda-Mulissu                                | Arda-Mulissu                                |                                             |                                             | Ashur-shumu-ushabshi                        | Ashur-shumu-ushabshi                        | Ashur-shumu-ushabshi             | Ashur-shumu-ushabshi             | Ashur-shumu-ushabshi               | Ashur-shumu-ushabshi               |                                    |                                    | Esharra-hammat (y otras mujeres)   | Esharra-hammat (y otras mujeres)   | Esharra-hammat (y otras mujeres) | Esharra-hammat (y otras mujeres) | Esharra-hammat (y otras mujeres) | Esharra-hammat (y otras mujeres) |             |             |                           |                           |                           |                           | Asarhaddón (681-669 a. C.) | Asarhaddón (681-669 a. C.) | Asarhaddón (681-669 a. C.) | Asarhaddón (681-669 a. C.) | Asarhaddón (681-669 a. C.) | Asarhaddón (681-669 a. C.) |                    |                    | Nergal-shumu-ibni  | Nergal-shumu-ibni  | Nergal-shumu-ibni | Nergal-shumu-ibni | Nergal-shumu-ibni                  | Nergal-shumu-ibni                  |                                    |                                    | Nabu-shar-usur                     | Nabu-shar-usur                     | Nabu-shar-usur | Nabu-shar-usur | Nabu-shar-usur         | Nabu-shar-usur         |                        |                        | Shadittu               | Shadittu               | Shadittu | Shadittu | Shadittu     | Shadittu     |              |              |              |              |  |  |                              |                              |                              |                              |                              |                              |  |  |
|  |  |                |                |                |                | Assur nadin-shumi (700-694 a. C.) (Babilonia) | Assur nadin-shumi (700-694 a. C.) (Babilonia) | Assur nadin-shumi (700-694 a. C.) (Babilonia) | Assur nadin-shumi (700-694 a. C.) (Babilonia) | Assur nadin-shumi (700-694 a. C.) (Babilonia) | Assur nadin-shumi (700-694 a. C.) (Babilonia) |                                               |                                               | Ashur-ili-muballissu                          | Ashur-ili-muballissu                          | Ashur-ili-muballissu | Ashur-ili-muballissu | Ashur-ili-muballissu | Ashur-ili-muballissu |                                  |                                  | Arda-Mulissu                     | Arda-Mulissu                     | Arda-Mulissu                     | Arda-Mulissu                     | Arda-Mulissu                                | Arda-Mulissu                                |                                             |                                             | Ashur-shumu-ushabshi                        | Ashur-shumu-ushabshi                        | Ashur-shumu-ushabshi             | Ashur-shumu-ushabshi             | Ashur-shumu-ushabshi               | Ashur-shumu-ushabshi               |                                    |                                    | Esharra-hammat (y otras mujeres)   | Esharra-hammat (y otras mujeres)   | Esharra-hammat (y otras mujeres) | Esharra-hammat (y otras mujeres) | Esharra-hammat (y otras mujeres) | Esharra-hammat (y otras mujeres) |             |             |                           |                           |                           |                           | Asarhaddón (681-669 a. C.) | Asarhaddón (681-669 a. C.) | Asarhaddón (681-669 a. C.) | Asarhaddón (681-669 a. C.) | Asarhaddón (681-669 a. C.) | Asarhaddón (681-669 a. C.) |                    |                    | Nergal-shumu-ibni  | Nergal-shumu-ibni  | Nergal-shumu-ibni | Nergal-shumu-ibni | Nergal-shumu-ibni                  | Nergal-shumu-ibni                  |                                    |                                    | Nabu-shar-usur                     | Nabu-shar-usur                     | Nabu-shar-usur | Nabu-shar-usur | Nabu-shar-usur         | Nabu-shar-usur         |                        |                        | Shadittu               | Shadittu               | Shadittu | Shadittu | Shadittu     | Shadittu     |              |              |              |              |  |  |                              |                              |                              |                              |                              |                              |  |  |
|  |  |                |                |                |                |                                               |                                               |                                               |                                               |                                               |                                               |                                               |                                               |                                               |                                               |                      |                      |                      |                      |                                  |                                  |                                  |                                  |                                  |                                  |                                             |                                             |                                             |                                             |                                             |                                             |                                  |                                  |                                    |                                    |                                    |                                    |                                    |                                    |                                  |                                  |                                  |                                  |             |             |                           |                           |                           |                           |                            |                            |                            |                            |                            |                            |                    |                    |                    |                    |                   |                   |                                    |                                    |                                    |                                    |                                    |                                    |                |                |                        |                        |                        |                        |                        |                        |          |          |              |              |              |              |              |              |  |  |                              |                              |                              |                              |                              |                              |  |  |
|  |  |                |                |                |                |                                               |                                               |                                               |                                               |                                               |                                               |                                               |                                               |                                               |                                               |                      |                      |                      |                      |                                  |                                  |                                  |                                  |                                  |                                  |                                             |                                             |                                             |                                             |                                             |                                             |                                  |                                  |                                    |                                    |                                    |                                    |                                    |                                    |                                  |                                  |                                  |                                  |             |             |                           |                           |                           |                           |                            |                            |                            |                            |                            |                            |                    |                    |                    |                    |                   |                   |                                    |                                    |                                    |                                    |                                    |                                    |                |                |                        |                        |                        |                        |                        |                        |          |          |              |              |              |              |              |              |  |  |                              |                              |                              |                              |                              |                              |  |  |
|  |  | Sin-nadin-apli | Sin-nadin-apli | Sin-nadin-apli | Sin-nadin-apli | Sin-nadin-apli                                | Sin-nadin-apli                                |                                               |                                               | Shamash-shum-ukin (668-648 a. C.) (Babilonia) | Shamash-shum-ukin (668-648 a. C.) (Babilonia) | Shamash-shum-ukin (668-648 a. C.) (Babilonia) | Shamash-shum-ukin (668-648 a. C.) (Babilonia) | Shamash-shum-ukin (668-648 a. C.) (Babilonia) | Shamash-shum-ukin (668-648 a. C.) (Babilonia) |                      |                      | Shamash-metu-uballit | Shamash-metu-uballit | Shamash-metu-uballit             | Shamash-metu-uballit             | Shamash-metu-uballit             | Shamash-metu-uballit             |                                  |                                  | Libbali-sarrat (y otras mujeres)            | Libbali-sarrat (y otras mujeres)            | Libbali-sarrat (y otras mujeres)            | Libbali-sarrat (y otras mujeres)            | Libbali-sarrat (y otras mujeres)            | Libbali-sarrat (y otras mujeres)            |                                  |                                  |                                    |                                    |                                    |                                    | Asurbanipal (669-631 a. C.)        | Asurbanipal (669-631 a. C.)        | Asurbanipal (669-631 a. C.)      | Asurbanipal (669-631 a. C.)      | Asurbanipal (669-631 a. C.)      | Asurbanipal (669-631 a. C.)      |             |             | Ashur-taqisha-liblut      | Ashur-taqisha-liblut      | Ashur-taqisha-liblut      | Ashur-taqisha-liblut      | Ashur-taqisha-liblut       | Ashur-taqisha-liblut       |                            |                            | Ashur-mukin-paleya         | Ashur-mukin-paleya         | Ashur-mukin-paleya | Ashur-mukin-paleya | Ashur-mukin-paleya | Ashur-mukin-paleya |                   |                   | Ashur-etel-shame-erseti-muballissu | Ashur-etel-shame-erseti-muballissu | Ashur-etel-shame-erseti-muballissu | Ashur-etel-shame-erseti-muballissu | Ashur-etel-shame-erseti-muballissu | Ashur-etel-shame-erseti-muballissu |                |                | Sin-peru-ukin          | Sin-peru-ukin          | Sin-peru-ukin          | Sin-peru-ukin          | Sin-peru-ukin          | Sin-peru-ukin          |          |          | Serua-eterat | Serua-eterat | Serua-eterat | Serua-eterat | Serua-eterat | Serua-eterat |  |  | y al menos otros nueve hijos | y al menos otros nueve hijos | y al menos otros nueve hijos | y al menos otros nueve hijos | y al menos otros nueve hijos | y al menos otros nueve hijos |  |  |
|  |  | Sin-nadin-apli | Sin-nadin-apli | Sin-nadin-apli | Sin-nadin-apli | Sin-nadin-apli                                | Sin-nadin-apli                                |                                               |                                               | Shamash-shum-ukin (668-648 a. C.) (Babilonia) | Shamash-shum-ukin (668-648 a. C.) (Babilonia) | Shamash-shum-ukin (668-648 a. C.) (Babilonia) | Shamash-shum-ukin (668-648 a. C.) (Babilonia) | Shamash-shum-ukin (668-648 a. C.) (Babilonia) | Shamash-shum-ukin (668-648 a. C.) (Babilonia) |                      |                      | Shamash-metu-uballit | Shamash-metu-uballit | Shamash-metu-uballit             | Shamash-metu-uballit             | Shamash-metu-uballit             | Shamash-metu-uballit             |                                  |                                  | Libbali-sarrat (y otras mujeres)            | Libbali-sarrat (y otras mujeres)            | Libbali-sarrat (y otras mujeres)            | Libbali-sarrat (y otras mujeres)            | Libbali-sarrat (y otras mujeres)            | Libbali-sarrat (y otras mujeres)            |                                  |                                  |                                    |                                    |                                    |                                    | Asurbanipal (669-631 a. C.)        | Asurbanipal (669-631 a. C.)        | Asurbanipal (669-631 a. C.)      | Asurbanipal (669-631 a. C.)      | Asurbanipal (669-631 a. C.)      | Asurbanipal (669-631 a. C.)      |             |             | Ashur-taqisha-liblut      | Ashur-taqisha-liblut      | Ashur-taqisha-liblut      | Ashur-taqisha-liblut      | Ashur-taqisha-liblut       | Ashur-taqisha-liblut       |                            |                            | Ashur-mukin-paleya         | Ashur-mukin-paleya         | Ashur-mukin-paleya | Ashur-mukin-paleya | Ashur-mukin-paleya | Ashur-mukin-paleya |                   |                   | Ashur-etel-shame-erseti-muballissu | Ashur-etel-shame-erseti-muballissu | Ashur-etel-shame-erseti-muballissu | Ashur-etel-shame-erseti-muballissu | Ashur-etel-shame-erseti-muballissu | Ashur-etel-shame-erseti-muballissu |                |                | Sin-peru-ukin          | Sin-peru-ukin          | Sin-peru-ukin          | Sin-peru-ukin          | Sin-peru-ukin          | Sin-peru-ukin          |          |          | Serua-eterat | Serua-eterat | Serua-eterat | Serua-eterat | Serua-eterat | Serua-eterat |  |  | y al menos otros nueve hijos | y al menos otros nueve hijos | y al menos otros nueve hijos | y al menos otros nueve hijos | y al menos otros nueve hijos | y al menos otros nueve hijos |  |  |
|  |  |                |                |                |                |                                               |                                               |                                               |                                               |                                               |                                               |                                               |                                               |                                               |                                               |                      |                      |                      |                      |                                  |                                  |                                  |                                  |                                  |                                  |                                             |                                             |                                             |                                             |                                             |                                             |                                  |                                  |                                    |                                    |                                    |                                    |                                    |                                    |                                  |                                  |                                  |                                  |             |             |                           |                           |                           |                           |                            |                            |                            |                            |                            |                            |                    |                    |                    |                    |                   |                   |                                    |                                    |                                    |                                    |                                    |                                    |                |                |                        |                        |                        |                        |                        |                        |          |          |              |              |              |              |              |              |  |  |                              |                              |                              |                              |                              |                              |  |  |
|  |  |                |                |                |                |                                               |                                               |                                               |                                               |                                               |                                               |                                               |                                               |                                               |                                               |                      |                      |                      |                      |                                  |                                  |                                  |                                  |                                  |                                  |                                             |                                             |                                             |                                             |                                             |                                             |                                  |                                  |                                    |                                    |                                    |                                    |                                    |                                    |                                  |                                  |                                  |                                  |             |             |                           |                           |                           |                           |                            |                            |                            |                            |                            |                            |                    |                    |                    |                    |                   |                   |                                    |                                    |                                    |                                    |                                    |                                    |                |                |                        |                        |                        |                        |                        |                        |          |          |              |              |              |              |              |              |  |  |                              |                              |                              |                              |                              |                              |  |  |
|  |  |                |                |                |                |                                               |                                               |                                               |                                               |                                               |                                               |                                               |                                               |                                               |                                               |                      |                      |                      |                      | Assur-etil-ilani (631-627 a. C.) | Assur-etil-ilani (631-627 a. C.) | Assur-etil-ilani (631-627 a. C.) | Assur-etil-ilani (631-627 a. C.) | Assur-etil-ilani (631-627 a. C.) | Assur-etil-ilani (631-627 a. C.) |                                             |                                             | Sinsharishkun (627-612 a. C.)               | Sinsharishkun (627-612 a. C.)               | Sinsharishkun (627-612 a. C.)               | Sinsharishkun (627-612 a. C.)               | Sinsharishkun (627-612 a. C.)    | Sinsharishkun (627-612 a. C.)    |                                    |                                    | Ninurta-sharru-usur                | Ninurta-sharru-usur                | Ninurta-sharru-usur                | Ninurta-sharru-usur                | Ninurta-sharru-usur              | Ninurta-sharru-usur              |                                  |                                  | Otros hijos | Otros hijos | Otros hijos               | Otros hijos               | Otros hijos               | Otros hijos               |                            |                            |                            |                            |                            |                            |                    |                    |                    |                    |                   |                   |                                    |                                    |                                    |                                    |                                    |                                    |                |                |                        |                        |                        |                        |                        |                        |          |          |              |              |              |              |              |              |  |  |                              |                              |                              |                              |                              |                              |  |  |
|  |  |                |                |                |                |                                               |                                               |                                               |                                               |                                               |                                               |                                               |                                               |                                               |                                               |                      |                      |                      |                      | Assur-etil-ilani (631-627 a. C.) | Assur-etil-ilani (631-627 a. C.) | Assur-etil-ilani (631-627 a. C.) | Assur-etil-ilani (631-627 a. C.) | Assur-etil-ilani (631-627 a. C.) | Assur-etil-ilani (631-627 a. C.) |                                             |                                             | Sinsharishkun (627-612 a. C.)               | Sinsharishkun (627-612 a. C.)               | Sinsharishkun (627-612 a. C.)               | Sinsharishkun (627-612 a. C.)               | Sinsharishkun (627-612 a. C.)    | Sinsharishkun (627-612 a. C.)    |                                    |                                    | Ninurta-sharru-usur                | Ninurta-sharru-usur                | Ninurta-sharru-usur                | Ninurta-sharru-usur                | Ninurta-sharru-usur              | Ninurta-sharru-usur              |                                  |                                  | Otros hijos | Otros hijos | Otros hijos               | Otros hijos               | Otros hijos               | Otros hijos               |                            |                            |                            |                            |                            |                            |                    |                    |                    |                    |                   |                   |                                    |                                    |                                    |                                    |                                    |                                    |                |                |                        |                        |                        |                        |                        |                        |          |          |              |              |              |              |              |              |  |  |                              |                              |                              |                              |                              |                              |  |  |
|  |  |                |                |                |                |                                               |                                               |                                               |                                               |                                               |                                               |                                               |                                               |                                               |                                               |                      |                      |                      |                      | Hijos                            | Hijos                            | Hijos                            | Hijos                            | Hijos                            | Hijos                            |                                             |                                             | Ashur-uballit II (612-609 a. C.)            | Ashur-uballit II (612-609 a. C.)            | Ashur-uballit II (612-609 a. C.)            | Ashur-uballit II (612-609 a. C.)            | Ashur-uballit II (612-609 a. C.) | Ashur-uballit II (612-609 a. C.) |                                    |                                    |                                    |                                    |                                    |                                    |                                  |                                  |                                  |                                  |             |             |                           |                           |                           |                           |                            |                            |                            |                            |                            |                            |                    |                    |                    |                    |                   |                   |                                    |                                    |                                    |                                    |                                    |                                    |                |                |                        |                        |                        |                        |                        |                        |          |          |              |              |              |              |              |              |  |  |                              |                              |                              |                              |                              |                              |  |  |